# آرثر س. كيلر
آرثر س. كيلر (بالإنجليزية: Arthur C. Keller)‏ هو مهندس أمريكي، ولد في 18 أغسطس 1901 في نيويورك في الولايات المتحدة، وتوفي في 25 أغسطس 1983 في برونكسفيل في الولايات المتحدة.